# BYD Qin
El BYD Qin (pronunciado “Chin”) es un sedán híbrido enchufable fabricado por BYD Auto con una autonomía eléctrica de 50 km (31 mi). El motor de gasolina puede extender la autonomía total hasta la de turismo convencional.
El concept car (prototipo) BYD Qin fue mostrado en 2012 en la Beijing International Automotive Exhibition. El nombre hace un homenaje a la dinastía Qin, la primera del imperio chino.
El Qin se vende en China desde 189 800 rmb (unos 31 000 USD), antes de las subvenciones aplicables a los vehículos híbridos enchufables.
El Qin es el sucesor del BYD F3DM, el primer híbrido enchufable lanzado en China en 2008. En 2012 y debido a las pocas ventas BYD anunció que el F3DM sería reemplazado por el Qin.
El BYD Qin es la versión híbrida enchufable del BYD Su Rui, lanzado en el mercado chino en agosto de 2012.
Las entregas en China comenzaron a mediados de diciembre de 2013.
En 2014 el BYD Qin fue el híbrido enchufable más vendido en China.

## Especificaciones

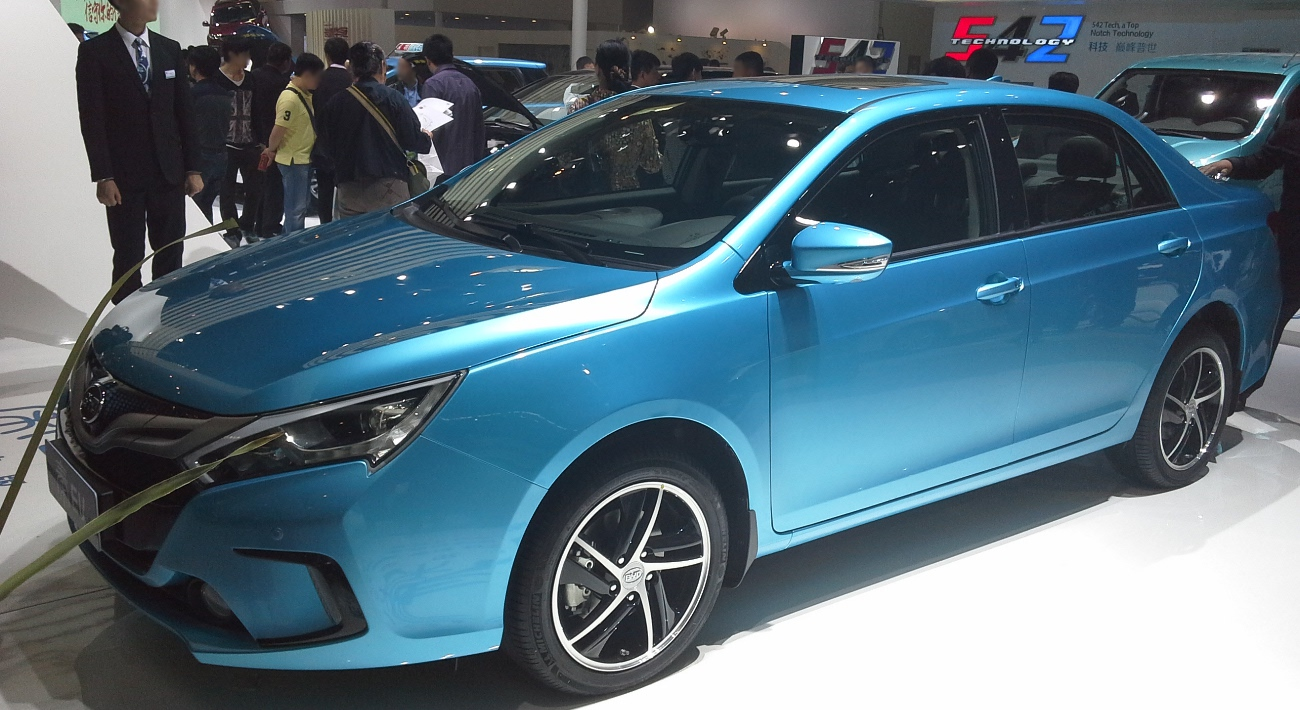
BYD Qin en 2014

El BYD Qin usa una batería de fosfato de hierro litio (LiFePO4) de 13 kWh en lugar de la batería de 16 kWh usada por el F3DM. La batería LiFePo4 battery tiene una alta densidad de energía y soporta hasta 4000 ciclos de carga completa manteniendo al final una capacidad del 80%. No usa materiales pesados tóxicos en su fabricación. Debido a su diseño la nueva batería es un 50% más pequeña y ligera que la usada en el F3DM. La autonomía eléctrica del BYD Qin es de unos 50 km (31 mi) mientras que la del F3DM era de unos 60 km (37 mi).
En el modo híbrido el Qin usa un motor eléctrico de 110 kW (150 CV) y un motor de gasolina turboalimentado de inyección directa de 1,5 litros y 113 kW (154 CV), en lugar del de 1,3 litros usado en el F3DM. La potencia combinada es de 223 kW (303 CV) y 440 Nm de par motor máximo. Según BYD Auto, el Qin tiene una velocidad máxima de 185 km/h (115 mph) y puede acelerar de 0 a 100 km/h en 5,9 segundos, 3,3 segundos menos que el Chevrolet Volt.
Tiene un consumo homologado de 1,6 l/100km.
Gracias a su batería más pequeña y una batalla mayor, el Qin tiene más espacio interior que el F3DM. El estilo también se ha mejorado con respecto a modelos anteriores. Tiene dos pantallas LCD en el salpicadero que gestionan la plataforma telemática.
Dispone de 12 airbags. Tiene un sistema de aparcamiento remoto que se puede operar desde fuera hasta 10 metros y que permite aparcar con un mando a distancia.

## Producción y ventas
Hasta diciembre de 2014 se habían vendido casi 15000 unidades.

### China
La fecha de lanzamiento inicial era en agosto de 2013 pero se retrasó hasta noviembre de 2013 y luego hasta diciembre de 2013. El fabricante estaba esperando la implantación de ayudas estatales para vehículos híbridos enchufables.
Las entregas comenzaron en 2013 desde 189800 rmb (unos 31000 USD) antes de descontar las ayudas estatales de 35800 rmb (unos 5600 USD) y las subvenciones locales.bLa versión más cara se vendió por 209800 rmb (unos 34400 USD) antes de ayudas. En diciembre de 2013 se vendieron en China 142 unidades. En 2014 se vendieron 14747 unidades.
El Qin fue el coche híbrido enchufable más vendido en China en 2014.

### Iberoamérica

#### Costa Rica
En Costa Rica las ventas comenzaron en noviembre de 2013 con un precio de 35000 USD.

#### Colombia
Las ventas comenzaron oficialmente en noviembre de 2014 con un precio de 105 millones de pesos (52500 USD)